# Mircea Soare
Mircea Soare (n. 31 iulie 1927 - d. 1999) a fost un senator român în legislatura 1990-1992 ales în municipiul București pe listele partidului FSN. În cadrul activității sale parlamentare, Mircea Soare a fost membru în grupurile parlamentare de prietenie cu Australia, Regatul Thailanda, Regatul Unit al Marii Britanii și Irlandei de Nord, Republica Italiană, Japonia, Statul Israel, Canada. Mircea Soare a fost profesor universitar din 1973 și rector al Universității Tehnice de Construcții din București.